# Стригунов, Виктор Михайлович
Виктор Михайлович Стригунов (1901—1986) — советский учёный в области самолётостроения, строительной механики и сопротивления материалов, заслуженный деятель науки и техники РСФСР (1975).
Родился 9 августа 1901 года в городе Рыбное Рязанской губернии в семье выходцев из деревни.
В 1917—1924 годах работал слесарем в военных мастерских и в железнодорожном депо.
Окончил рабфак (1924—1927), три курса самолётостроительного факультета МВТУ (1927—1930) и МАИ (1931).
С 1931 по 1941 год работал в ЦАГИ под руководством А. Н. Туполева: инженер, руководитель группы, зав. лабораторией прочности. Одновременно учился в заочной аспирантуре под руководством профессора М. М. Филоненко-Бородича и в 1937 г. защитил кандидатскую диссертацию «Теоретическое и экспериментальное исследование работы тонкостенных конструкций после потери устойчивости при сдвиге». В 1939 году присвоено учёное звание старшего научного сотрудника.
В 1932—1941 годах работал по совместительству в МАИ преподавателем и на заводе № 152.
В 1941—1946 годах в эвакуации в Омске и Казани, начальник лаборатории прочности на авиационных заводах и ОКБ А. Н. Туполева, В. М. Мясищева и С. В. Ильюшина.
С 1946 года в МАИ: доцент кафедры «Проектирование самолёта», доцент и (с 1960) профессор кафедры «Прочность самолёта». В 1962 году присвоено звание профессора. В том же году защитил докторскую диссертацию «Исследование прочности герметических кабин и отсеков самолётов и ракет».
Читал курсы «Сопротивление материалов», «Строительная механика», «Расчет самолёта на прочность».
Разработал методы расчета на прочность по заказам ОКБ А. Н. Туполева, С. В. Ильюшина, А. И. Микояна и других КБ.
Заслуженный деятель науки и техники РСФСР (1975).
Сочинения:
- Расчет металлических фюзеляжей на прочность [Текст]. — Москва : Центр. аэро-гидродинам. ин-т им. Н. Е. Жуковского, 1939. — 96 с. : черт., граф.; 25 см. — (Труды Центрального аэро-гидродинамического института имени профессора Н. Е. Жуковского; вып. № 435).
- Конструкция и расчет на прочность авиационных капотов [Текст] / В. М. Стригунов. — Москва : изд. и тип. Оборонгиза, Глав. ред. авиац. лит-ры, 1946. — 108 с. : ил.; 22 см.
- Расчет на прочность фюзеляжей и герметических кабин самолётов [Текст]. — Москва : Машиностроение, 1974. — 287 с. : черт.; 22 см.
- Расчет самолёта на прочность [Текст] : (Конспект лекций) / М-во высш. и сред. спец. образования СССР. Моск. авиац. ин-т им. Серго Орджоникидзе. — Москва : [МАИ], 1973-. — 21 см. Ч. 1: Нагрузки на самолёт и расчет крыльев. Ч. 1. — 1973. — 330 с. : черт. Ч. 2: Оперение, механизация, шасси, силовые установки, фюзеляж, герметические кабины, воздухозаборники и капоты, усталостная прочность, автоколебания. Ч. 2. — 1974. — 281 с. : черт.